# ヨウ化アクチニウム(III)
ヨウ化アクチニウム(III)は、ヨウ素とアクチニウムの無機化合物である。化学式は、AcI3。

## 合成
酸化アクチニウム(III)とアルミニウムとヨウ素からヨウ化アクチニウム(III)とアルミナを生成する。
{\displaystyle {\ce {Ac2O3 + 2Al + 3I2 -> 2AcI3 + Al2O3}}}